# Centaurea triumfettii
Centaurea triumfettii es una especie perteneciente a la familia de las asteráceas.

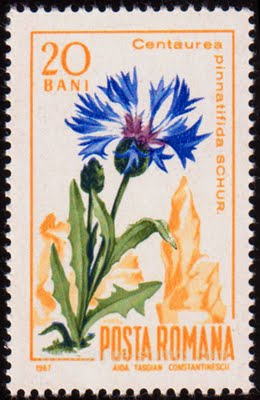
En sello postal de Rumania

## Caracteres
Hierba vivaz, por un corto rizoma. Tallos erectos o ascendentes, simples, de 15-25 cm de longitud. Hojas blanco cenicientas debido a su densa pilosidad, las inferiores oblongo-espatuladas, dentadas; las del tallo anchamente lineares, enteras. Flores agrupadas en cabezuelas involucradas densas, las exteriores en forma de trompeta y estériles; las interiores tubulares, fértiles; todas de color azul intenso; brácteas del involucro con apéndices fimbriados decurrentes de color negro. fruto en aquenio de 2-4 mm. Florece en primavera y verano.

## Hábitat
En bosques aclarados. En España en melojares y prados.

## Distribución
Afganistán, Armenia, Austria, República Checa, Francia, Alemania, Grecia, Hungría, Islandia, Irán, Italia, México, Noruega, España, Suecia, Turquía, Turkmenistán y Estados Unidos.

## Taxonomía
Centaurea triumfettii fue descrita por Carlo Allioni y publicado en Auctarium ad Synopsim Methodicam Stirpium Horti Reg. Taurinensis 16. 1773.
Etimología
Centaurea: nombre genérico que procede del griego kentauros, hombres-caballos que conocían las propiedades de las plantas medicinales.
triumfettii: epíteto
Sinonimia
- Centaurea aichingeriana Welw. ex Rchb.
- Centaurea graminifolia Pourr. ex Willk. & Lange
- Centaurea triumfetti subsp. variegata Dostál
- Centaurea variegata var. decurrentifolia Pau[4]